# Joseph Stephens

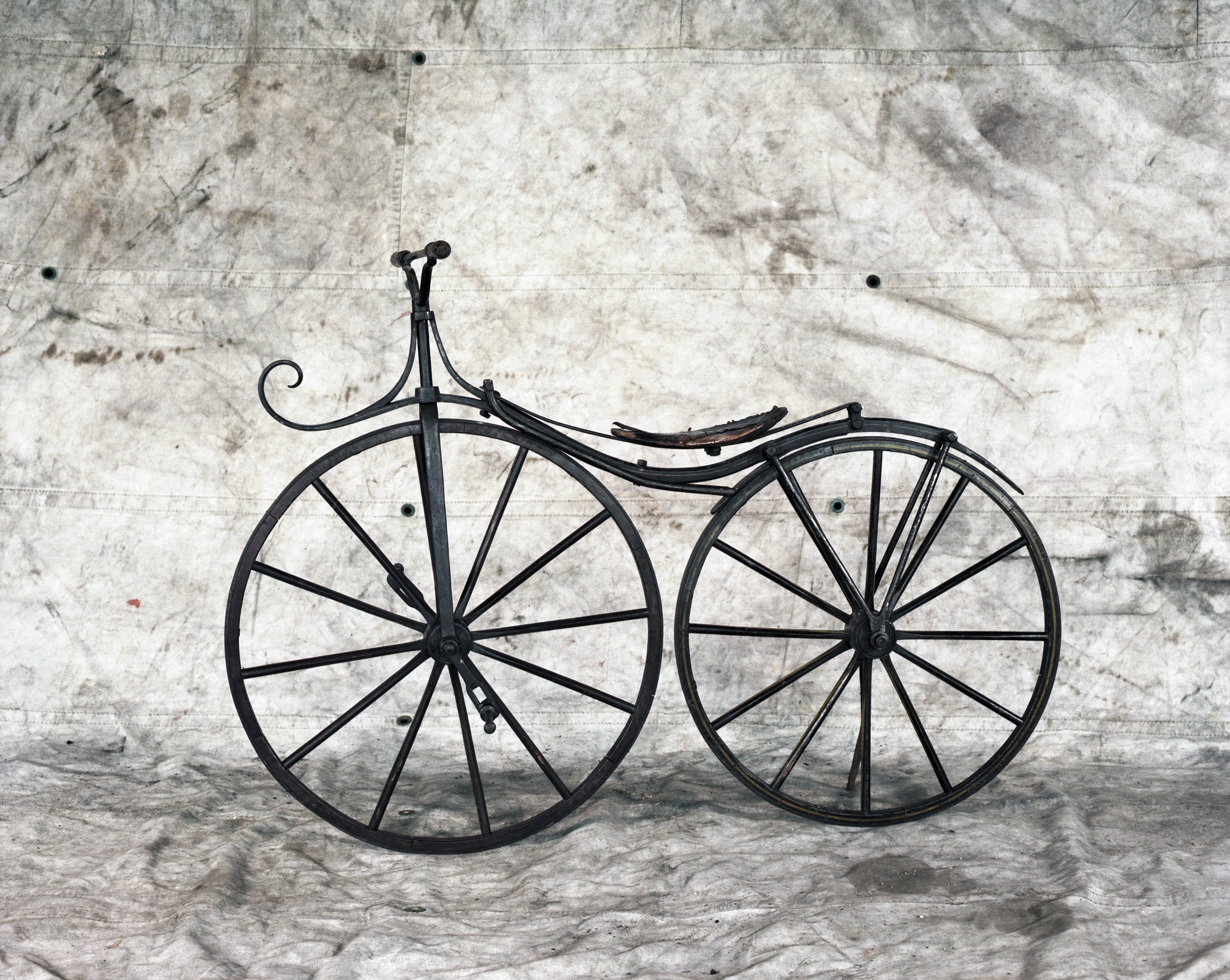
Joseph Stephens inspirerades efter besök på Världsutställningen 1867 i Paris att tillverka benskakare 1867-1870, bland de första tillverkade cyklarna i Sverige

Joseph Samuel Frithiof Stephens, född 13 juli 1841 i Sankt Nikolai församling, Stockholm, död 14 februari 1934 i Skatelövs församling, Kronobergs län, var en svensk ingenjör, bruksägare och riksdagsman. Han ägde Huseby bruk i Kronobergs län. Som riksdagsman var han ledamot av första kammaren 1886–1909.

## Biografi
Joseph Stephens var son till den engelske språkmannen George Stephens, bland annat verksam som professor i nordiska språk i Köpenhamn, och Mary Bennet. År 1880 gifte sig Stephens med Elisabeth Kreuger. Tillsammans fick de tre döttrar: Florence (1881), Mary (1882), gift Liepe, och Maggie Stephens (1883).
Han var bruks- och godsägare på Huseby. Den korrespondens som skedde inom och till familjen Stephens finns i dag samlad i Husebyarkiven på Linnéuniversitetets bibliotek i Växjö. Där finns även bruks- och godsarkivet som rör Huseby.
När hela Huseby år 1867 köptes av Joseph S F Stephens för en köpeskilling av 530 000 riksdaler ingick förutom järnbruket, såg och kvarn även 46 jordbruksfastigheter om 24 mantal och cirka 6 000 hektar mark. Säljare var grevarna Malcolm och Hugo Hamilton. Den engelske byggmästaren ("constructor") Stephens var en man av värld, som 26 år gammal satsade ett kapital, delvis på indiskt järnvägsbyggande intjänade slantar, 600 000 kronor i allt – mycket pengar år 1867 – på Huseby bruk med utgårdar. Detta sedan han blixtförälskat sig i en småländsk herrgårdsflicka, Anna Hyltén-Cavallius på Sunnanvik, som dock senare bröt förlovningen.
Han gifte sig istället 1880 i Skeppsholmskyrkan, Stockholm med Hedvig Ingeborg Elisabet Kreüger, född 1858 på Skeppsholmen, Stockholm, dotter till konteramiralen Carl Henrik Kreüger (son till amiralen Johan Henrik Kreüger och Eufrosyne Tenger) och hans första fru Hedvig Beata Matilda Retzius. Så blev han gift med en amiralsdotter som hade nära förbindelser till kungafamiljen och hovet – svärfadern C.H. Kreüger var prins Oscars, sedermera kung Oscar II, nära vän och denne vistades mycket i det kreügerska familjehemmet och kom att bli som en extra fadersgestalt till Elisabeth Kreüger.
Joseph Stephens var riksdagsman i första kammaren 1886–1909 och dog 1934 på Huseby bruk. Hans tre döttrar, varav två förblev ogifta – Florence (1881–1979) till Huseby och Margareth ”Maggie” (1883–1958) till Ålshult – samt en frånskild, Mary (1882–1985), gift (1901–1923) med kommendörkapten Rudolf Gunnar Liepe, född 1863 i Stockholm och död 1953 i Saltsjöbaden, till Torne gård, var arvingar. Florence Stephens tog över Huseby bruk – huvudgården.
Huseby förvaltas idag, efter testamentarisk överlåtelse till staten från Florence Stephens, av Statens fastighetsverk och visas för allmänheten. Makarna Stephens är begravda på Solna kyrkogård.

## Utmärkelser
- Kommendör med stora korset av Vasaorden, 21 januari 1904.[5]
- Riddare av Nordstjärneorden, 1890.[6]
- Ledamot av Kungliga Lantbruksakademien, 1885.[7]